# Sadournin
Sadournin est une commune française située dans le nord-est du département des Hautes-Pyrénées, en région Occitanie.
Sur le plan historique et culturel, la commune est dans la région gasconne de Magnoac, située sur le plateau de Lannemezan, qui reprend une partie de l’ancien Nébouzan, qui possédait plusieurs enclaves au cœur de la province de Comminges et a évolué dans ses frontières jusqu’à plus ou moins disparaitre. Exposée à un climat océanique altéré, elle est drainée par la Baïse, la Baisole, le ruisseau de Pesquès et par divers autres petits cours d'eau. La commune possède un patrimoine naturel remarquable composé d'une zone naturelle d'intérêt écologique, faunistique et floristique.
Sadournin est une commune rurale qui compte 196 habitants en 2022, après avoir connu un pic de population de 540 habitants en 1831. Ses habitants sont appelés les Sadourdinois ou  Sadourdinoises.

## Géographie

### Localisation
La commune de Sadournin se trouve dans le département des Hautes-Pyrénées, en région Occitanie.
Elle se situe à 28 km à vol d'oiseau de Tarbes, préfecture du département, et à 3 km de Trie-sur-Baïse, bureau centralisateur du canton des Coteaux dont dépend la commune depuis 2015 pour les élections départementales.
La commune fait en outre partie du bassin de vie de Trie-sur-Baïse.
Les communes les plus proches sont : 
Trie-sur-Baïse (2,6 km), Duffort (3,3 km), Puydarrieux (3,6 km), Guizerix (3,8 km), Tournous-Darré (4,5 km), Fontrailles (4,8 km), Lapeyre (5,1 km), Lalanne-Trie (5,1 km).
Sur le plan historique et culturel, Sadournin fait partie de la région gasconne de Magnoac, située sur le plateau de Lannemezan, qui reprend une partie de l’ancien Nébouzan, qui possédait plusieurs enclaves au cœur de la province de Comminges et a évolué dans ses frontières jusqu’à plus ou moins disparaitre.
Les communes limitrophes sont  Duffort, Fontrailles, Guizerix, Puntous, Puydarrieux et Trie-sur-Baïse.
| Fontrailles    | Duffort (Gers) |                              |
| Trie-sur-Baïse | Sadournin      | Guizerix                     |
|                | Puydarrieux    | Puntous (par un quadripoint) |

### Hydrographie
Le Ruisseau de Sadournin, affluent de rive gauche de la Baïsole, qui prend sa source dans la commune, forme une partie de la limite nord avec la commune de Duffort dans le Gers.
 
Le Ruisseau Le Pesqués, affluent de rive gauche de la Baïsole, qui prend sa source dans la commune, la traverse du sud-ouest au nord-est.

Le Ruisseau de Buzas, affluent de rive droite de la Baïse, arrose la commune du sud au nord et forme la limite ouest avec la commune de Trie-sur-Baïse.
 
La Baïsole, affluent de rive gauche de la Baïse, traverse la commune du sud au nord et forme une partie de la limite est avec la commune de Guizerix.

### Climat
Le climat est tempéré de type océanique, en raison de l'influence proche de l'océan Atlantique situé à peu près 150 km plus à l'ouest. La proximité des Pyrénées fait que la commune profite d'un effet de foehn, il peut aussi y neiger en hiver, même si cela reste inhabituel.
| Mois                              | jan.  | fév.  | mars  | avril | mai   | juin  | jui.  | août  | sep.  | oct.  | nov.  | déc.  | année   |
| --------------------------------- | ----- | ----- | ----- | ----- | ----- | ----- | ----- | ----- | ----- | ----- | ----- | ----- | ------- |
| Température minimale moyenne (°C) | 0,6   | 1,3   | 2,7   | 5,2   | 8,3   | 11,6  | 14,1  | 13,9  | 11,7  | 8     | 3,6   | 1,3   | 6,9     |
| Température moyenne (°C)          | 5,3   | 6,1   | 7,8   | 10    | 13,3  | 16,7  | 19,3  | 19    | 17,2  | 13,3  | 8,5   | 5,8   | 11,9    |
| Température maximale moyenne (°C) | 9,9   | 11    | 12,9  | 14,8  | 18,3  | 21,7  | 24,5  | 24    | 22,6  | 18,6  | 13,4  | 10,4  | 16,8    |
| Ensoleillement (h)                | 108,8 | 118,8 | 155,6 | 157,2 | 181,3 | 191,5 | 215,5 | 196,4 | 194,5 | 164,4 | 124,4 | 104,4 | 1 912,8 |
| Précipitations (mm)               | 112,8 | 97,5  | 100,2 | 105,7 | 113,6 | 80,7  | 57,3  | 70,3  | 71    | 85,2  | 93    | 112,1 | 1 099,4 |

### Milieux naturels et biodiversité

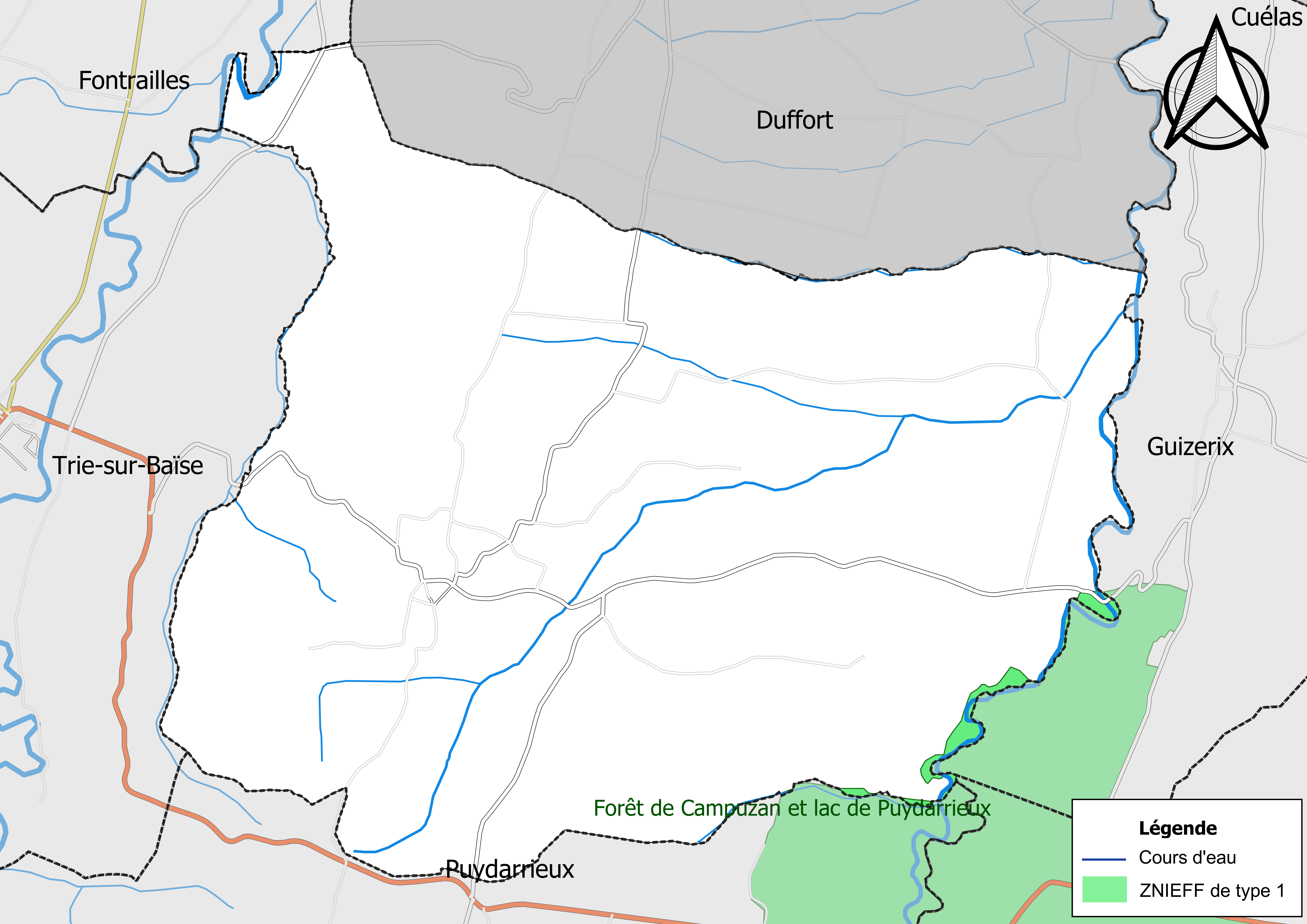
Carte de la ZNIEFF de type 1 localisée dans la commune.

L’inventaire des zones naturelles d'intérêt écologique, faunistique et floristique (ZNIEFF) a pour objectif de réaliser une couverture des zones les plus intéressantes sur le plan écologique, essentiellement dans la perspective d’améliorer la connaissance du patrimoine naturel national et de fournir aux différents décideurs un outil d’aide à la prise en compte de l’environnement dans l’aménagement du territoire.
Une ZNIEFF de type 1 est recensée dans la commune :
la « forêt de Campuzan et lac de Puydarrieux » (759 ha), couvrant 6 communes du département.

## Urbanisme

### Typologie
Au 1er janvier 2024, Sadournin est catégorisée commune rurale à habitat très dispersé, selon la nouvelle grille communale de densité à sept niveaux définie par l'Insee en 2022.
Elle est située hors unité urbaine et hors attraction des villes,.

### Occupation des sols
L'occupation des sols de la commune, telle qu'elle ressort de la base de données européenne d’occupation biophysique des sols Corine Land Cover (CLC), est marquée par l'importance des territoires agricoles (82 % en 2018), une proportion identique à celle de 1990 (82 %). La répartition détaillée en 2018 est la suivante : 
terres arables (44,6 %), zones agricoles hétérogènes (30,3 %), forêts (18 %), prairies (7,1 %).
L'IGN met par ailleurs à disposition un outil en ligne permettant de comparer l’évolution dans le temps de l’occupation des sols de la commune (ou de territoires à des échelles différentes). Plusieurs époques sont accessibles sous forme de cartes ou photos aériennes : la carte de Cassini (XVIIIe siècle), la carte d'état-major (1820-1866) et la période actuelle (1950 à aujourd'hui).

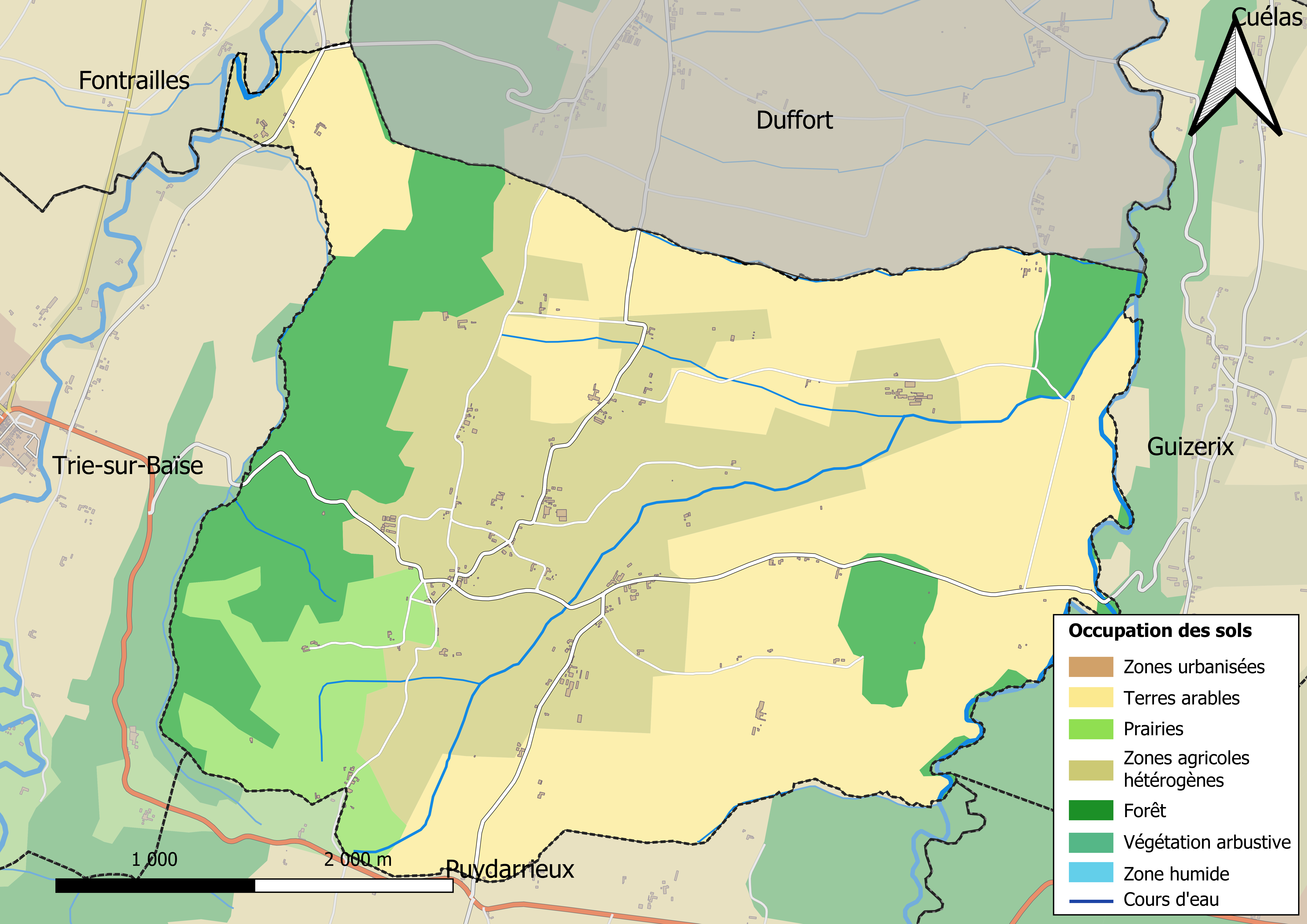
Carte des infrastructures et de l'occupation des sols en 2018 (CLC) de la commune.
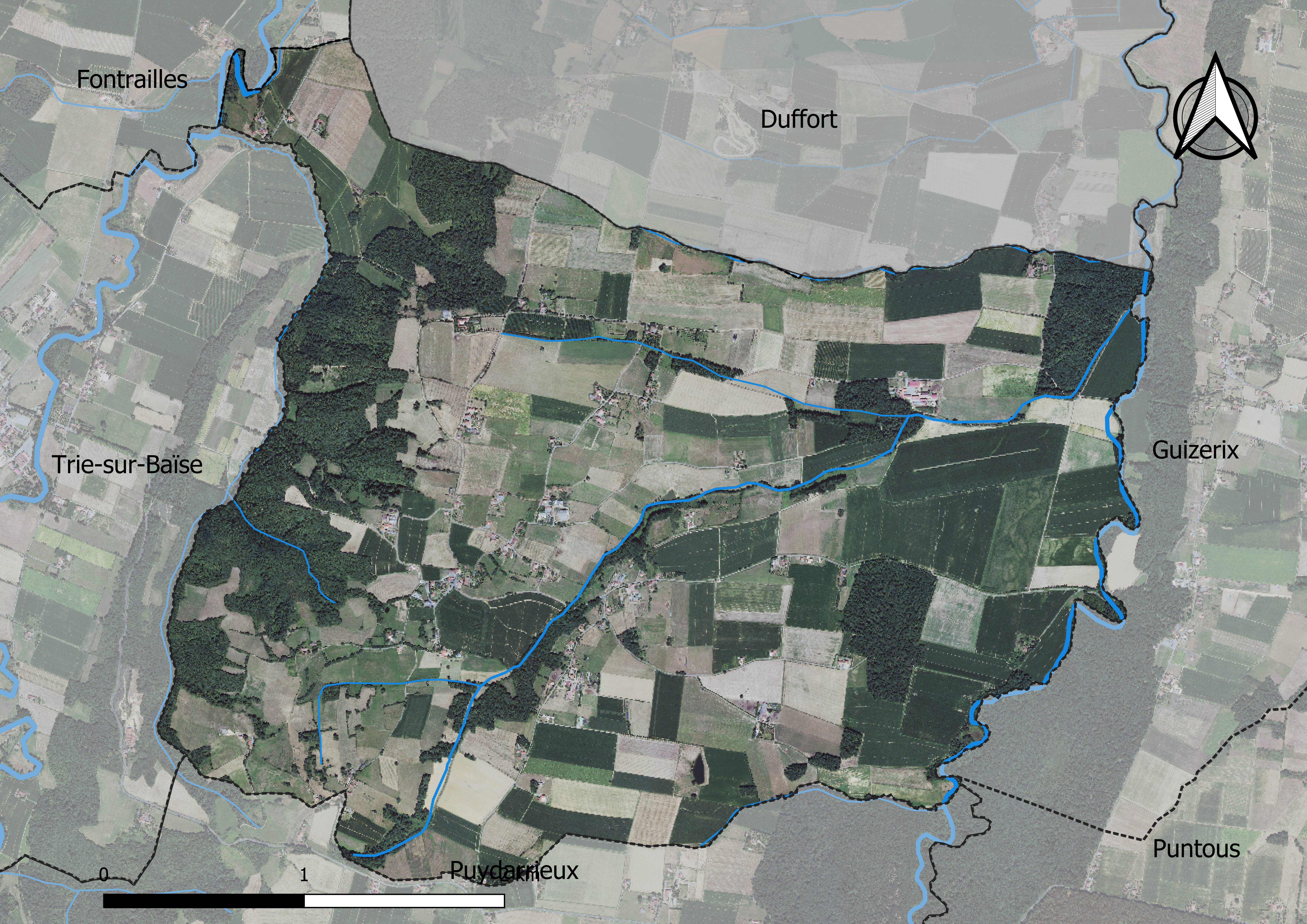
Carte orthophotogrammétrique de la commune.

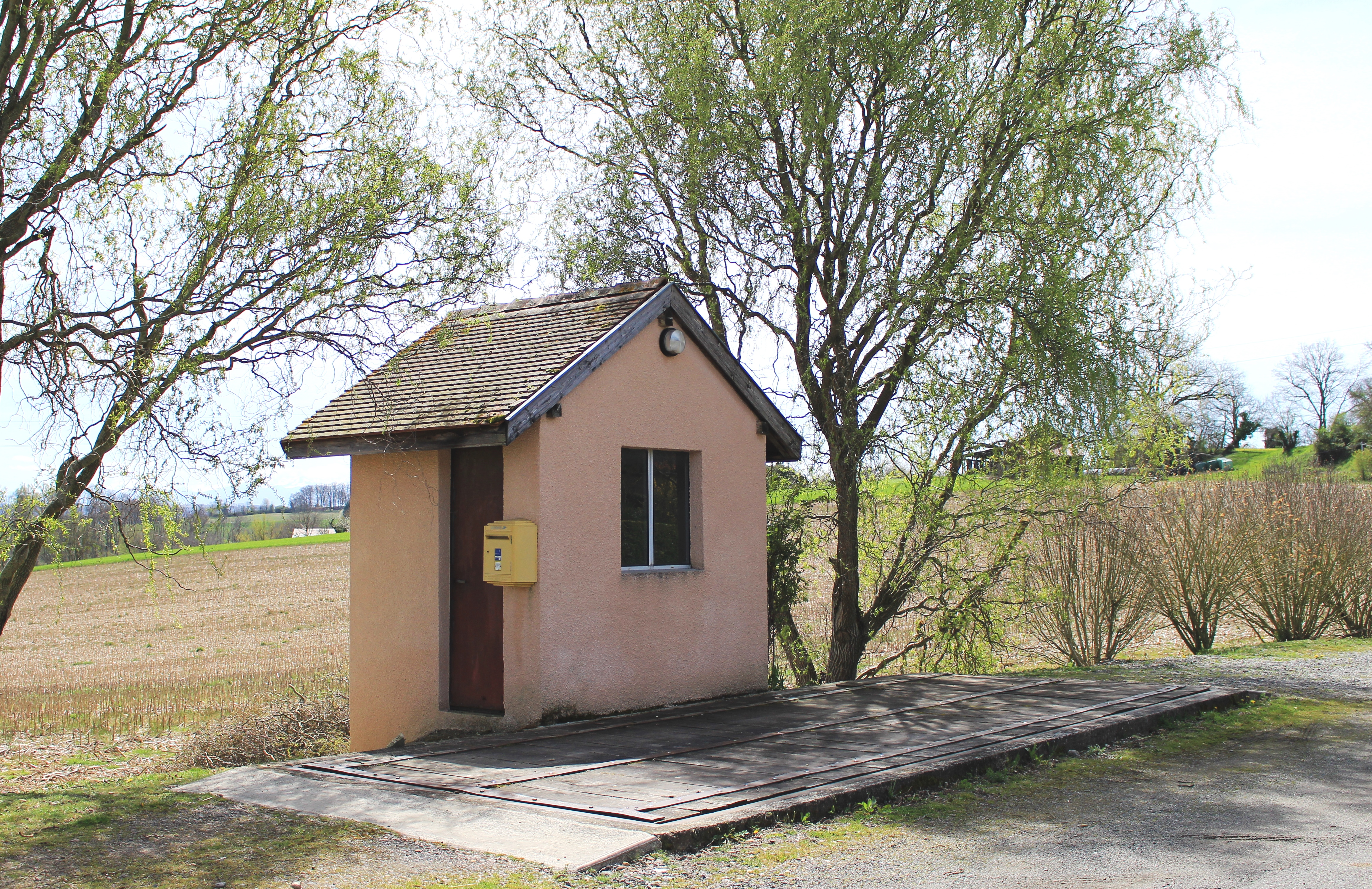
L'ancienne bascule en 2018.

### Logement
En 2012, le nombre total de logements dans la commune est de 85.

Parmi ces logements, 86,3 % sont des résidences principales, 11,7 % des résidences secondaires et 2,0 % des logements vacants.

### Voies de communication et transports
Cette commune est desservie par les routes départementales D 37 et D 165.

### Risques majeurs
Le territoire de la commune de Sadournin est vulnérable à différents aléas naturels : météorologiques (tempête, orage, neige, grand froid, canicule ou sécheresse), inondations, mouvements de terrains et séisme (sismicité modérée). Un site publié par le BRGM permet d'évaluer simplement et rapidement les risques d'un bien localisé soit par son adresse soit par le numéro de sa parcelle.
Certaines parties du territoire communal sont susceptibles d’être affectées par le risque d’inondation par débordement de cours d'eau, notamment la Baïse et la Baisole. La cartographie des zones inondables en ex-Midi-Pyrénées réalisée dans le cadre du XIe Contrat de plan État-région, visant à informer les citoyens et les décideurs sur le risque d’inondation, est accessible sur le site de la DREAL Occitanie. La commune a été reconnue en état de catastrophe naturelle au titre des dommages causés par les inondations et coulées de boue survenues en 1982, 1999 et 2009,.
Sadournin est exposée au risque de feu de forêt. Un plan départemental de protection des forêts contre les incendies a été approuvé par arrêté préfectoral le 21 avril 2020 pour la période 2020-2029. Le précédent couvrait la période 2007-2017. L’emploi du feu est régi par deux types de réglementations. D’abord le code forestier et l’arrêté préfectoral du 27 octobre 2014, qui réglementent l’emploi du feu à moins de 200 m des espaces naturels combustibles sur l’ensemble du département. Ensuite celle établie dans le cadre de la lutte contre la pollution de l’air, qui interdit le brûlage des déchets verts des particuliers. L’écobuage est quant à lui réglementé dans le cadre de commissions locales d’écobuage (CLE)

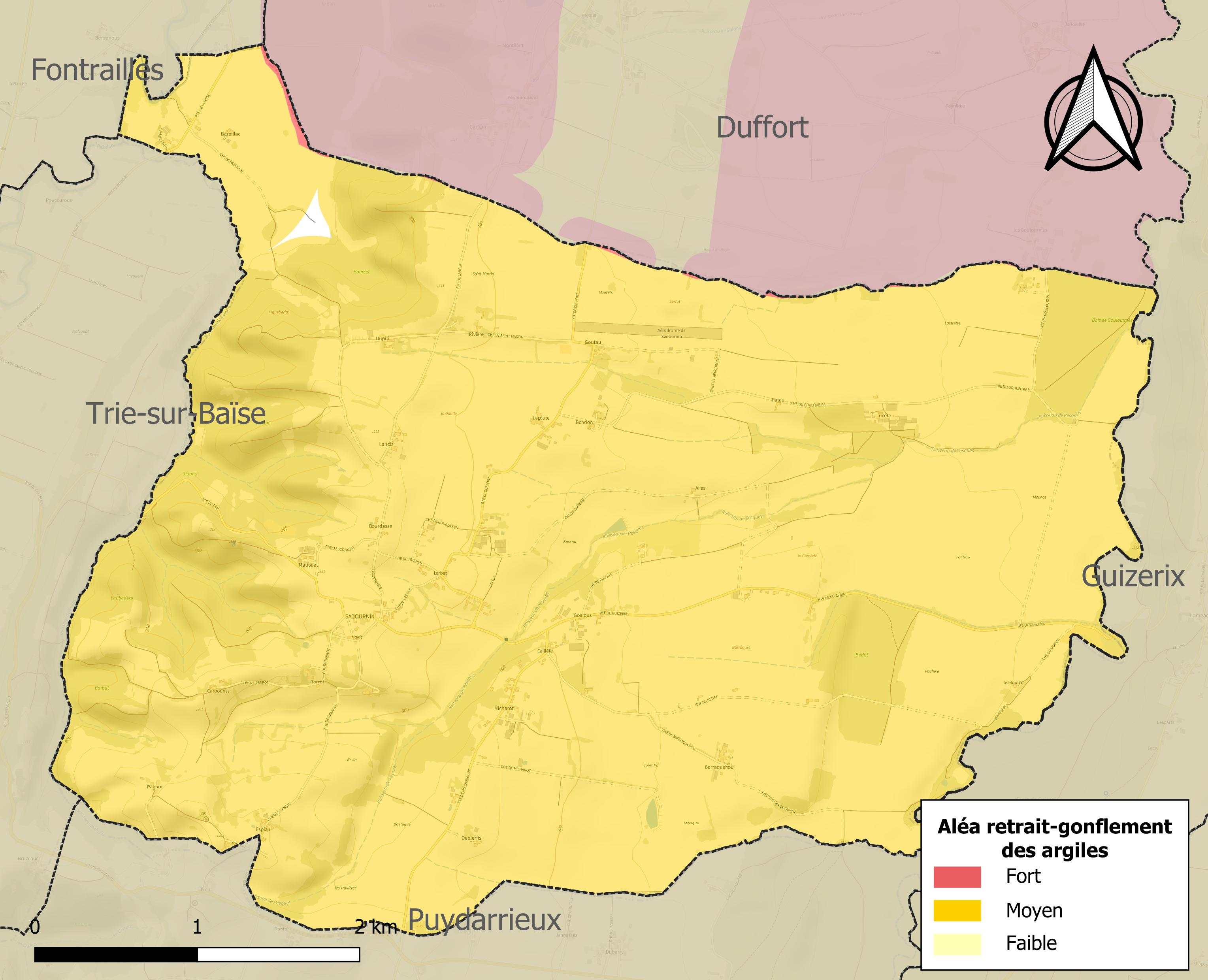
Carte des zones d'aléa retrait-gonflement des sols argileux de Sadournin.

Les mouvements de terrains susceptibles de se produire dans la commune sont des tassements différentiels.
Le retrait-gonflement des sols argileux est susceptible d'engendrer des dommages importants aux bâtiments en cas d’alternance de périodes de sécheresse et de pluie. 99,8 % de la superficie communale est en aléa moyen ou fort (44,5 % au niveau départemental et 48,5 % au niveau national). Sur les 84 bâtiments dénombrés dans la commune en 2019, 84 sont en aléa moyen ou fort, soit 100 %, à comparer aux 75 % au niveau départemental et 54 % au niveau national. Une cartographie de l'exposition du territoire national au retrait gonflement des sols argileux est disponible sur le site du BRGM,.
Par ailleurs, afin de mieux appréhender le risque d’affaissement de terrain, l'inventaire national des cavités souterraines permet de localiser celles situées dans la commune.
Concernant les mouvements de terrains, la commune a été reconnue en état de catastrophe naturelle au titre des dommages causés par la sécheresse en 1989 et par des mouvements de terrain en 1999.

## Toponymie

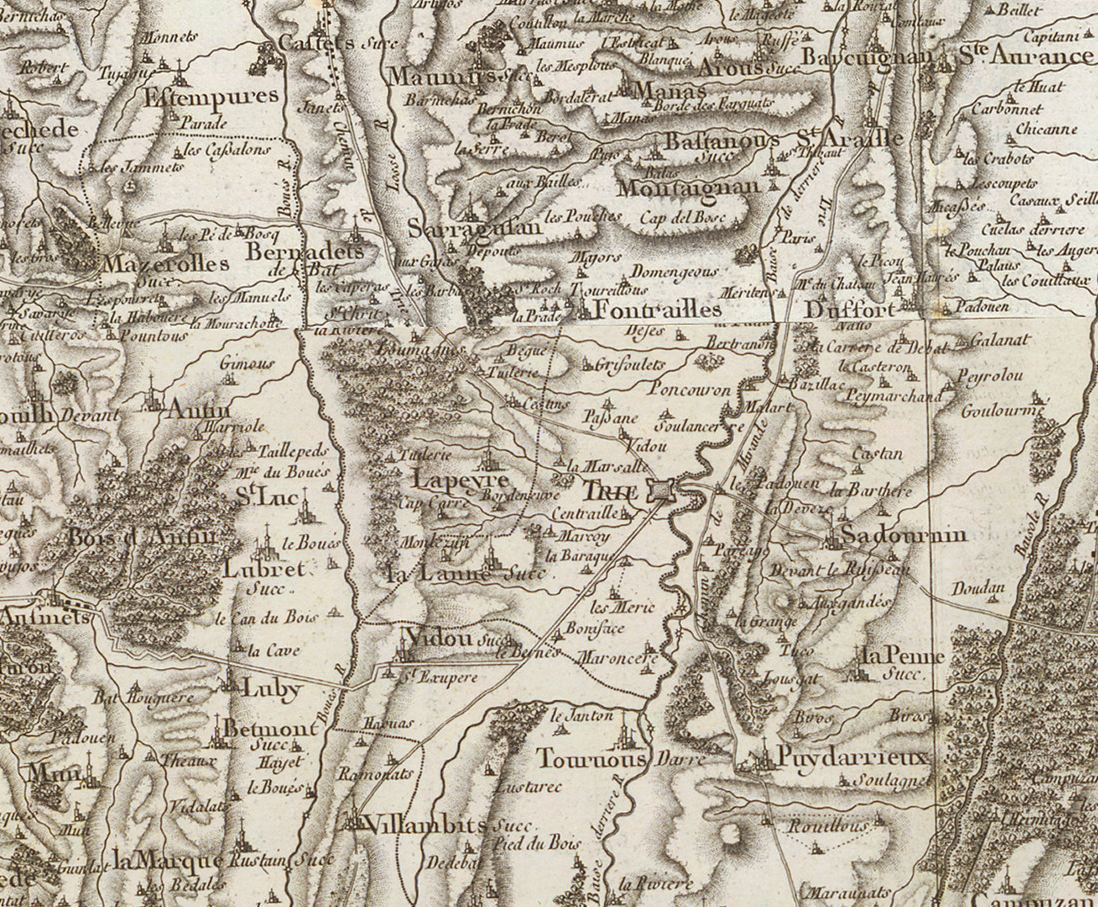
Extrait de la carte de Cassini (entre 1756 et 1789) situant Sadournin à l'est de Trie-sur-Baïse.

On trouvera les principales informations dans le Dictionnaire toponymique des communes des Hautes-Pyrénées de Michel Grosclaude et Jean-François Le Nail qui rapporte les dénominations historiques du village :
Dénominations historiques :
- Bernardus de Sadorni, latin et gascon (v. 1150, cartulaire de Berdoues) ;
- Ramundus de Saturnino, latin (1179, ibid.) ;
- Raimundus de Sadornii, latin et gascon (1186, ibid.) ;
- Sadorni (1216, cartulaire de Berdoues) ;
- Sadornin (v. 1230, pouillé d'Auch) ;
- de Sadornino, latin (1257, cartulaire de Berdoues) ;
- de Sadurnino, latin (1405, décime Auch ; XVe siècle, livre rouge d'Auch) ;
- Sadournin (fin XVIIIe siècle, carte de Cassini).

Étymologie : nom de personne Sadornin (du latin Saturninus employé sans suffixe).
Nom occitan : Sadornin.

## Histoire

### Cadastre napoléonien de Sadournin
Le plan cadastral napoléonien de Sadournin est consultable sur le site des archives départementales des Hautes-Pyrénées.

## Politique et administration

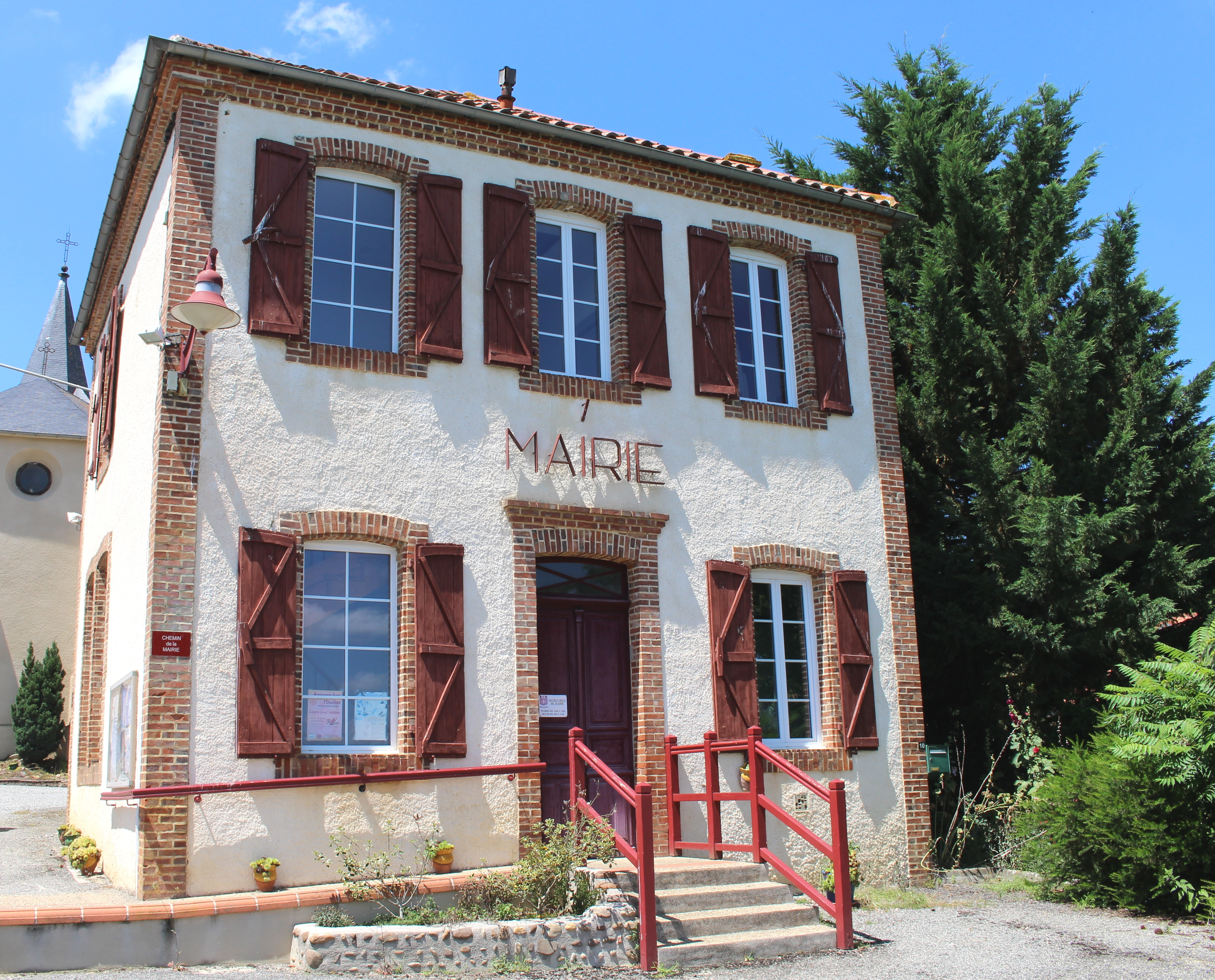
La mairie en 2016.

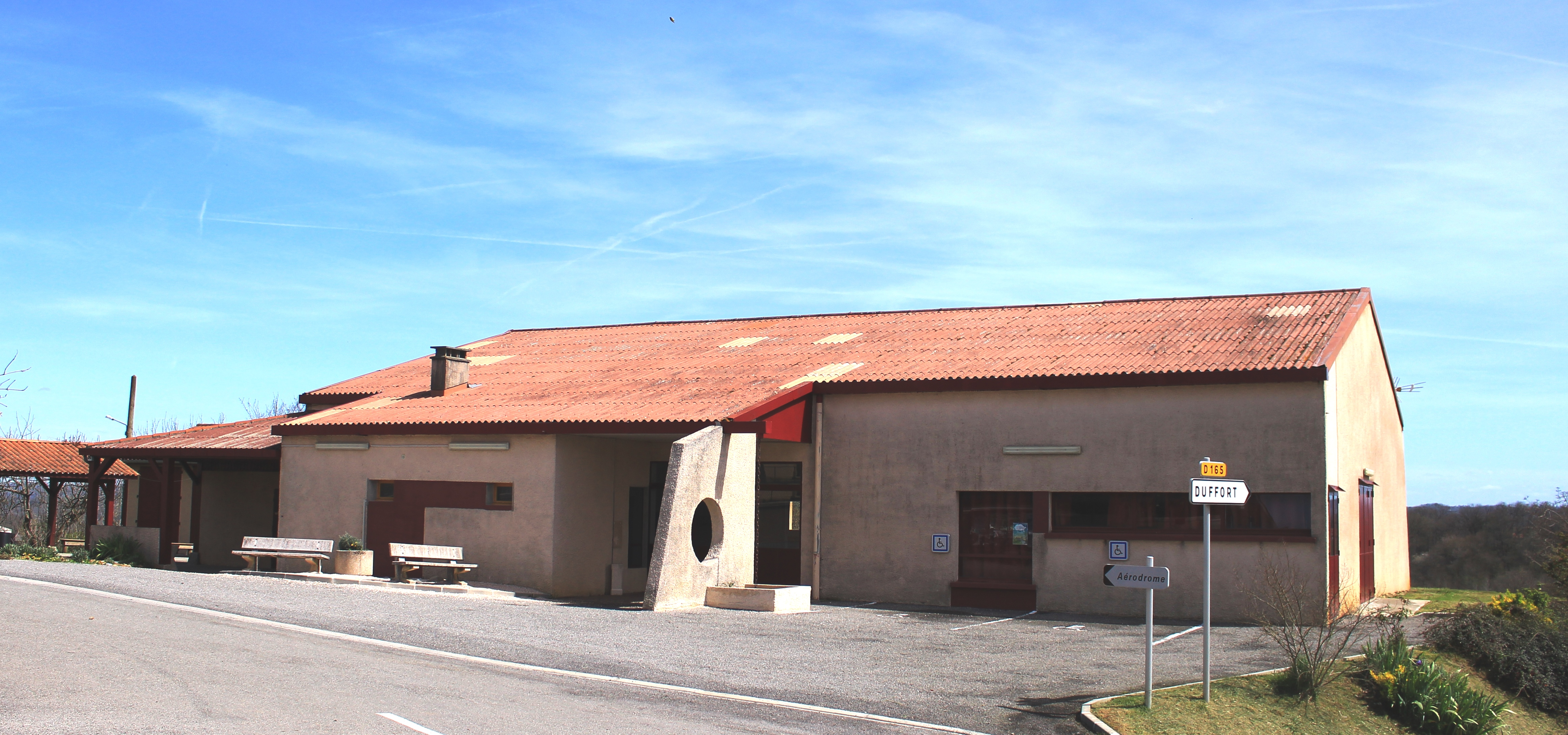
Le foyer rural en 2018.

### Liste des maires
| Période                                  | Période   | Identité     | Étiquette | Qualité              |
| ---------------------------------------- | --------- | ------------ | --------- | -------------------- |
| Les données manquantes sont à compléter. |           |              |           |                      |
|                                          |           |              |           |                      |
| mars 1989                                | juin 2016 | André Dossat | PCF       | Retraité de la Poste |
| juin 2016                                | En cours  | Henri Rey    | PCF       |                      |

### Rattachements administratifs et électoraux

#### Historique administratif
Sénéchaussée d'Auch, élection d'Astarac, baronnie de Sadournin, canton de  Trie (depuis 1790).

#### Intercommunalité
Sadournin appartient à la communauté de communes du Pays de Trie et du Magnoac créée en janvier 2017 et qui réunit 50 communes.

## Population et société

### Démographie

#### Évolution démographique

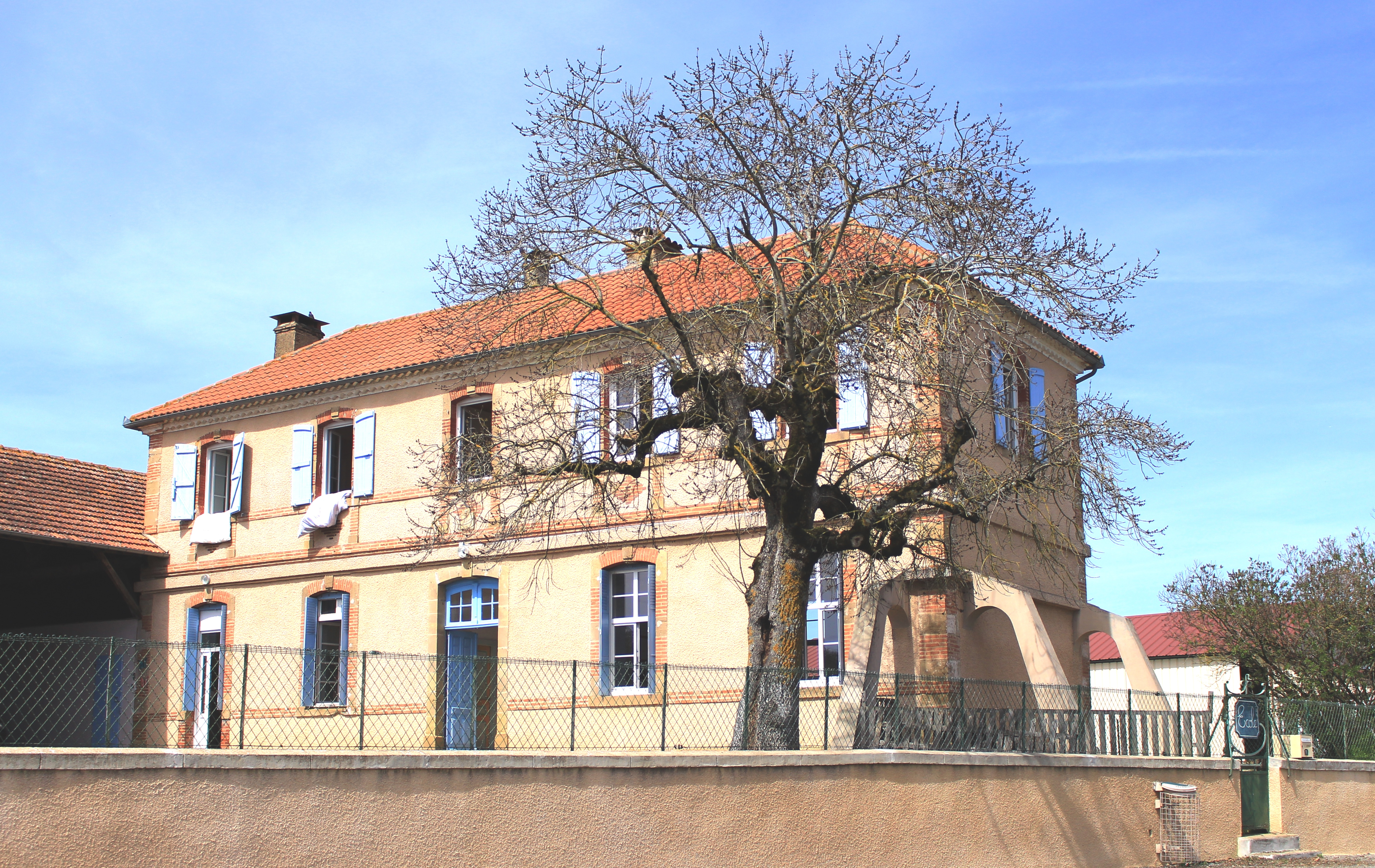
L'ancienne école en 2018.

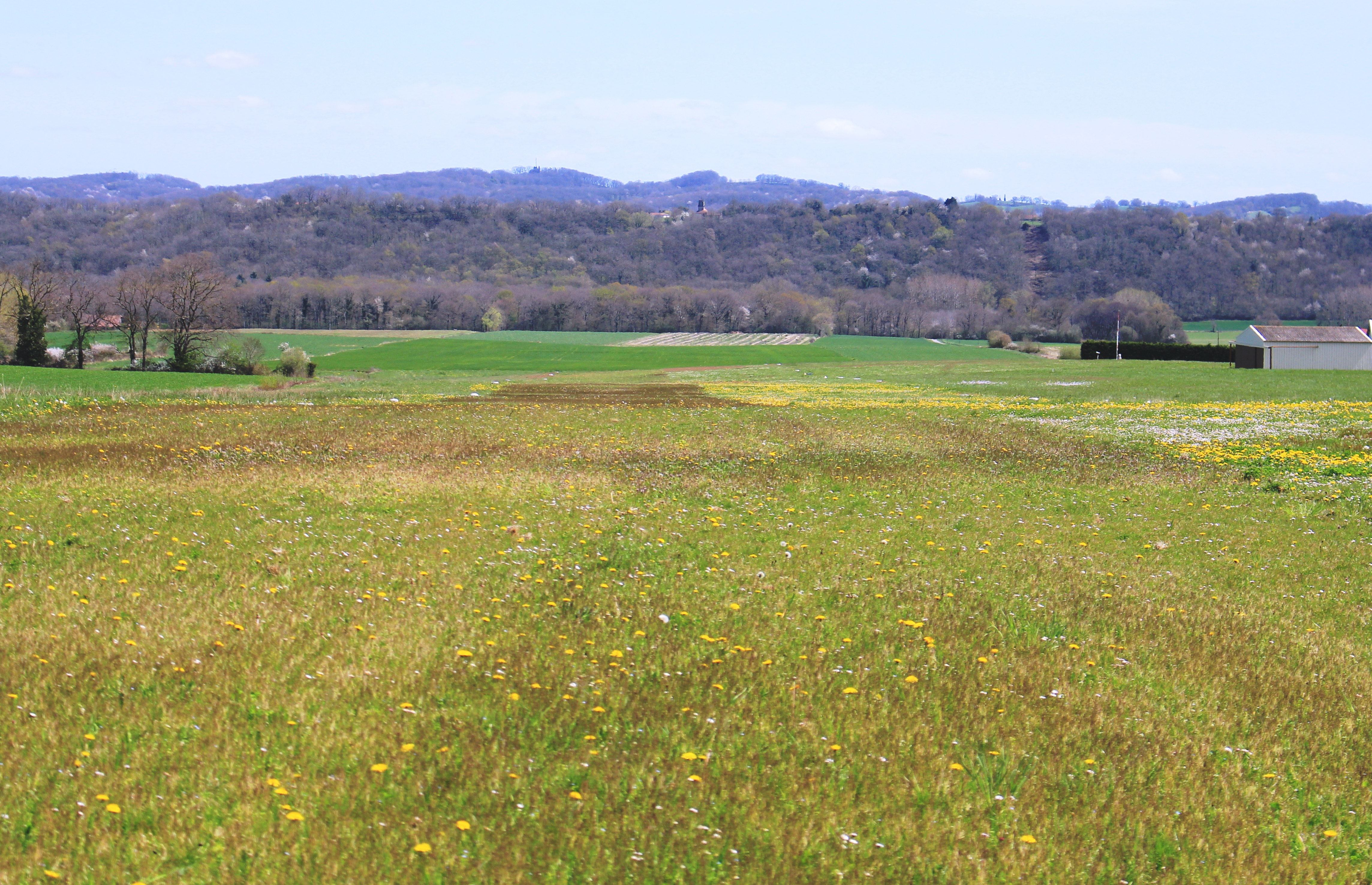
L'aérodrome.

| 1793 | 1800 | 1806 | 1821 | 1831 | 1836 | 1841 | 1846 | 1851 |
| ---- | ---- | ---- | ---- | ---- | ---- | ---- | ---- | ---- |
| 484  | 325  | 475  | 524  | 540  | 532  | 503  | 494  | 507  |

| 1856 | 1861 | 1866 | 1876 | 1881 | 1886 | 1891 | 1896 | 1901 |
| ---- | ---- | ---- | ---- | ---- | ---- | ---- | ---- | ---- |
| 488  | 452  | 436  | 414  | 423  | 420  | 407  | 394  | 361  |

| 1906 | 1911 | 1921 | 1926 | 1931 | 1936 | 1946 | 1954 | 1962 |
| ---- | ---- | ---- | ---- | ---- | ---- | ---- | ---- | ---- |
| 345  | 319  | 279  | 261  | 261  | 261  | 252  | 219  | 212  |

| 1968 | 1975 | 1982 | 1990 | 1999 | 2004 | 2006 | 2009 | 2014 |
| ---- | ---- | ---- | ---- | ---- | ---- | ---- | ---- | ---- |
| 197  | 184  | 173  | 169  | 176  | 183  | 184  | 178  | 178  |

| 2019 | 2022 | - | - | - | - | - | - | - |
| ---- | ---- | - | - | - | - | - | - | - |
| 193  | 196  | - | - | - | - | - | - | - |

### Enseignement
La commune dépend de l'académie de Toulouse. Elle ne dispose plus d'école en 2017.

### Sports
- Aérodrome de Sadournin en partie nord de la commune au Serrot.

## Économie

### Revenus
En 2018, la commune compte 81 ménages fiscaux, regroupant 182 personnes. La médiane du revenu disponible par unité de consommation est de 18 560 € (20 420 € dans le département).

### Emploi
|                | 2008  | 2013  | 2018  |
| -------------- | ----- | ----- | ----- |
| Commune        | 3,9 % | 8,2 % | 9,5 % |
| Département    | 7,7 % | 9,4 % | 9,8 % |
| France entière | 8,3 % | 10 %  | 10 %  |

En 2018, la population âgée de 15 à 64 ans s'élève à 113 personnes, parmi lesquelles on compte 66,4 % d'actifs (56,9 % ayant un emploi et 9,5 % de chômeurs) et 33,6 % d'inactifs,. Depuis 2008, le taux de chômage communal (au sens du recensement) des 15-64 ans est inférieur à celui de la France et du département.
La commune est hors attraction des villes,. Elle compte 21 emplois en 2018, contre 25 en 2013 et 29 en 2008. Le nombre d'actifs ayant un emploi résidant dans la commune est de 66, soit un indicateur de concentration d'emploi de 31 % et un taux d'activité parmi les 15 ans ou plus de 46,7 %.
Sur ces 66 actifs de 15 ans ou plus ayant un emploi, 19 travaillent dans la commune, soit 28 % des habitants. Pour se rendre au travail, 80,9 % des habitants utilisent un véhicule personnel ou de fonction à quatre roues, 2,9 % les transports en commun, 5,9 % s'y rendent en deux-roues, à vélo ou à pied et 10,3 % n'ont pas besoin de transport (travail au domicile).

## Culture locale et patrimoine

### Lieux et monuments
- Église de l'Assomption de Sadournin.

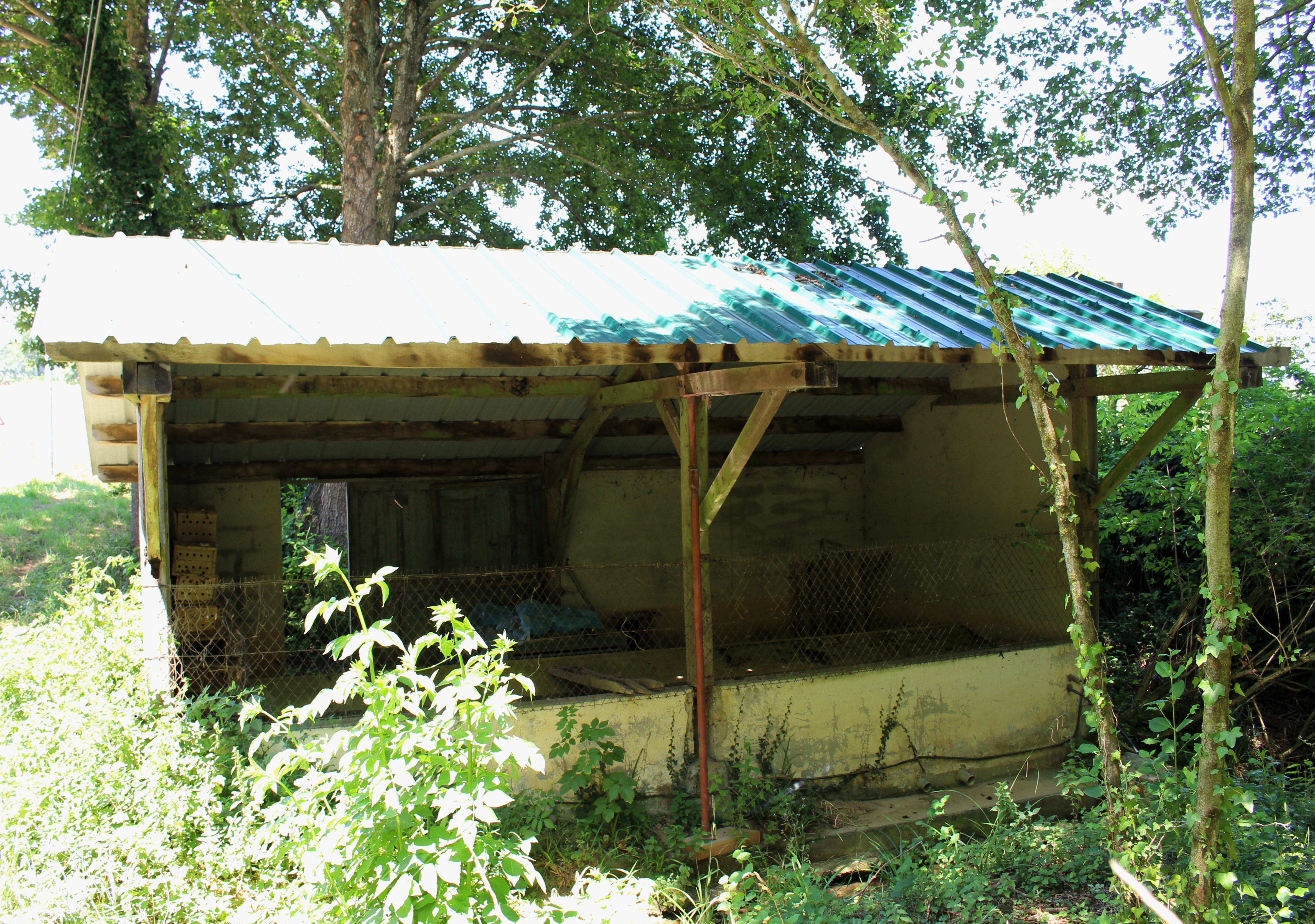
Le lavoir de Sadournin en 2016.

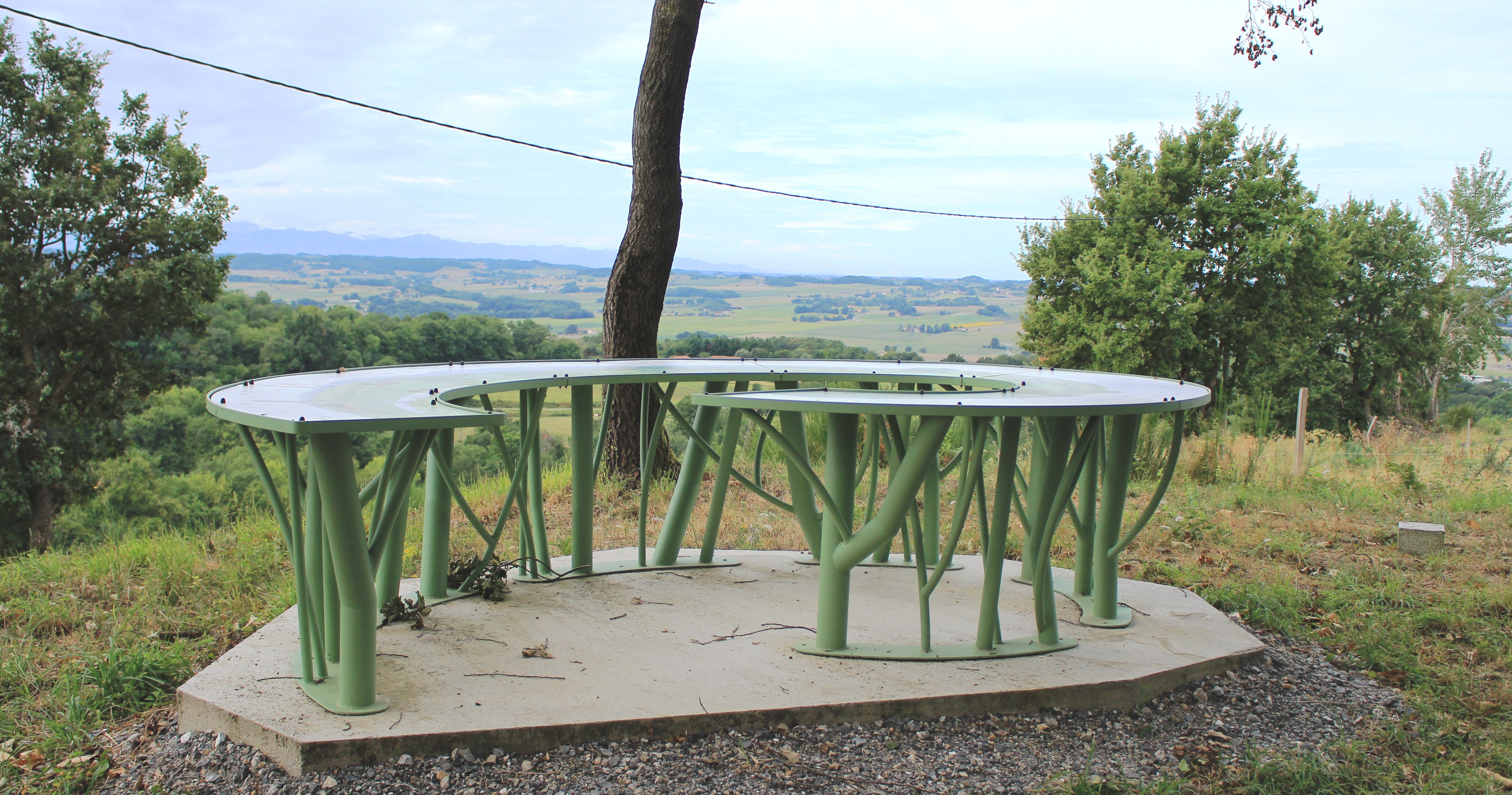
La table d'orientation en 2020.

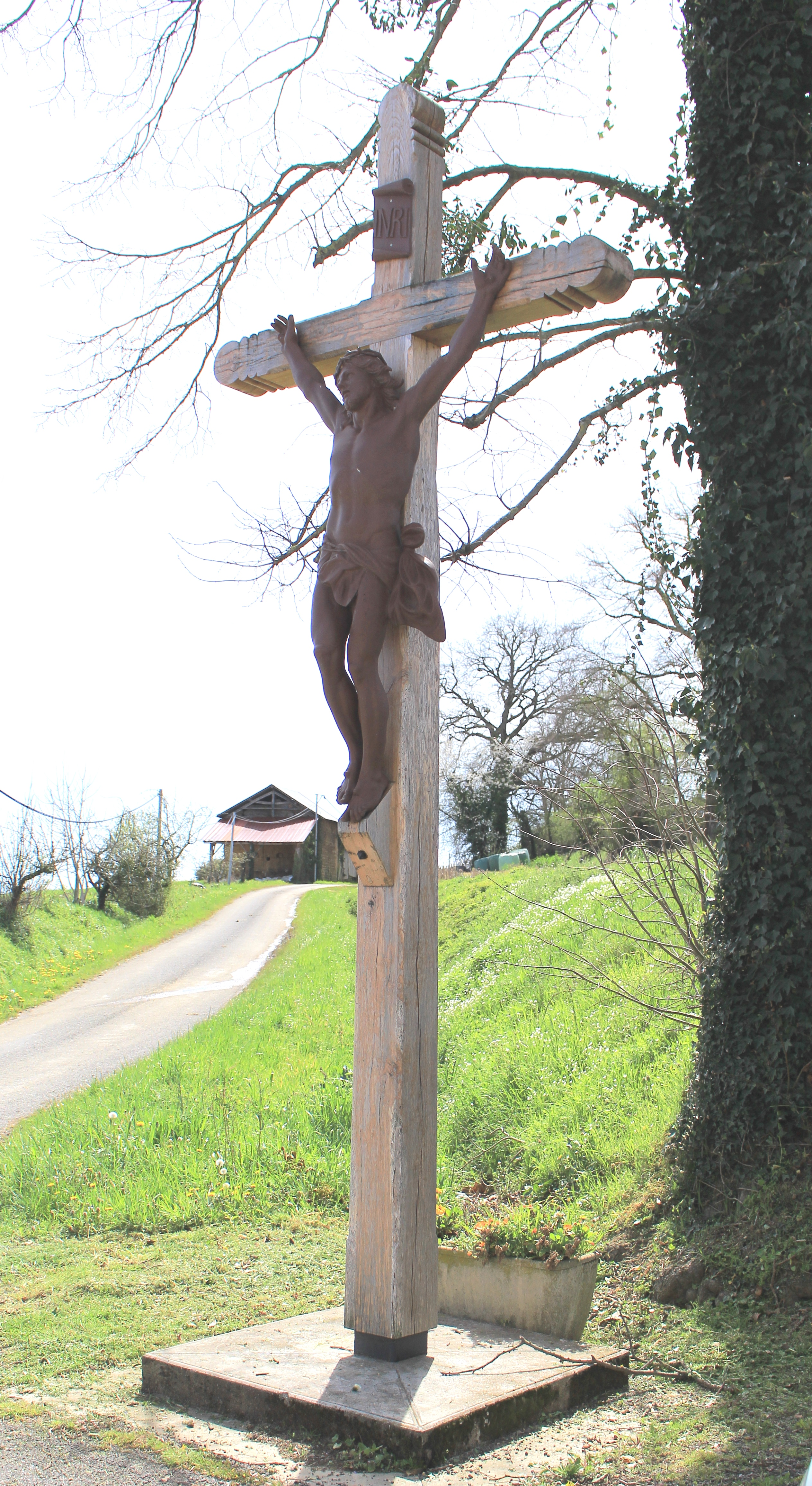
Une croix.

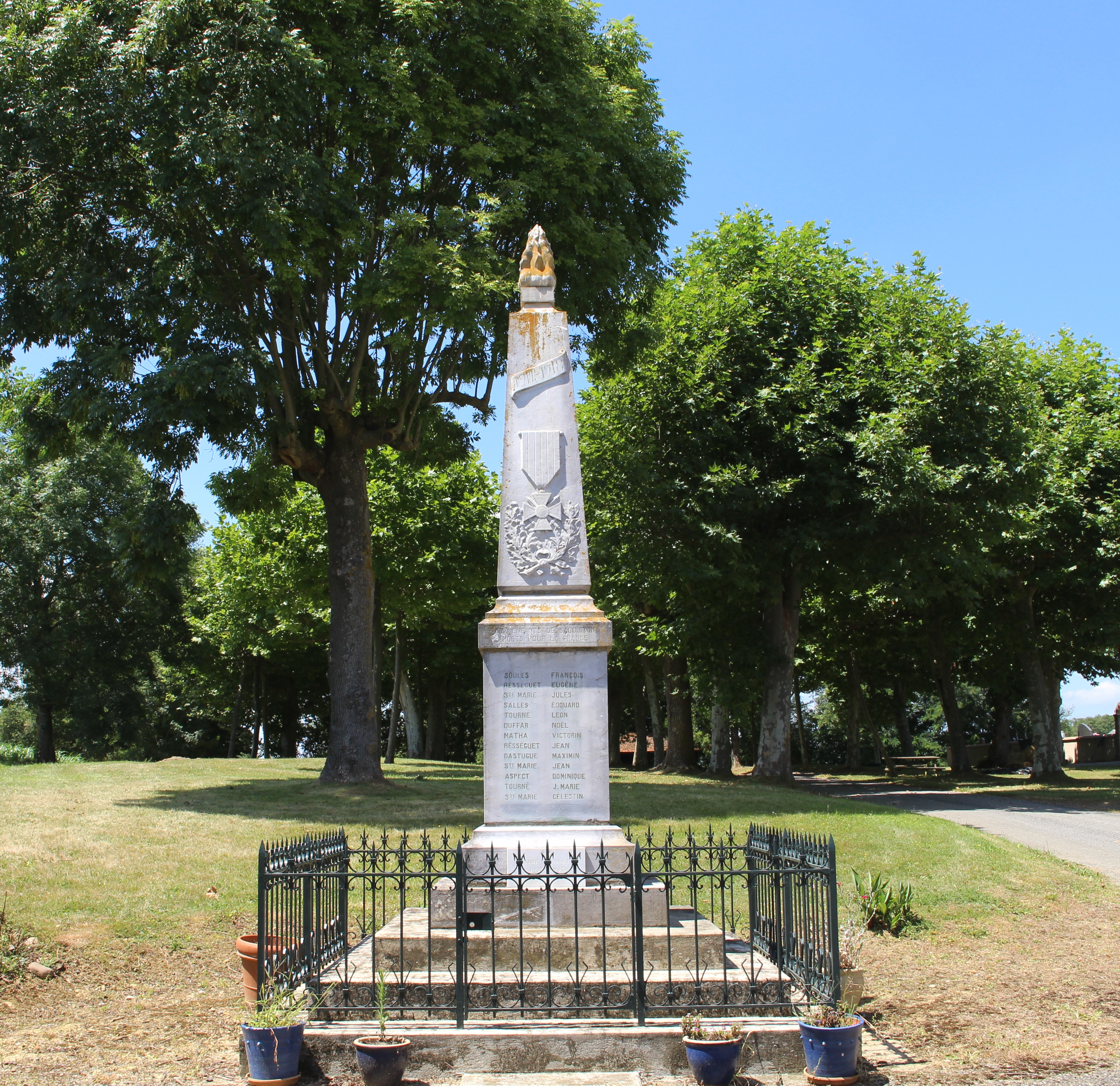
Le monument aux morts municipal.

- Depuis 1991, un aérodrome privé est autorisé dans la commune, avec une piste en herbe de 670 m de long sur 35 m de large, permettant l'atterrissage à vue aux membres de l'association[27].
- Lavoir.

Sélection de vues de l'église de l'Assomption en 2016.
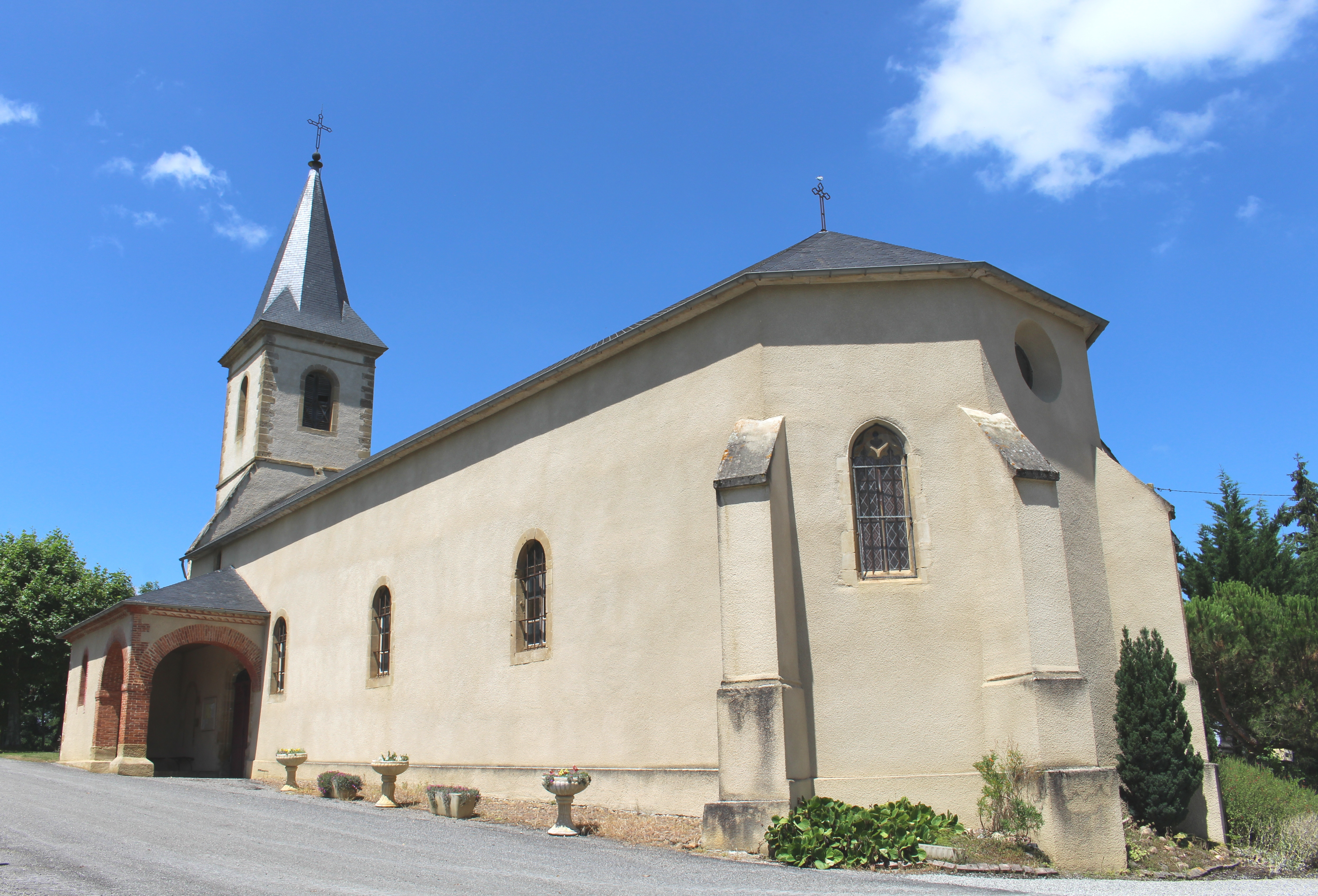
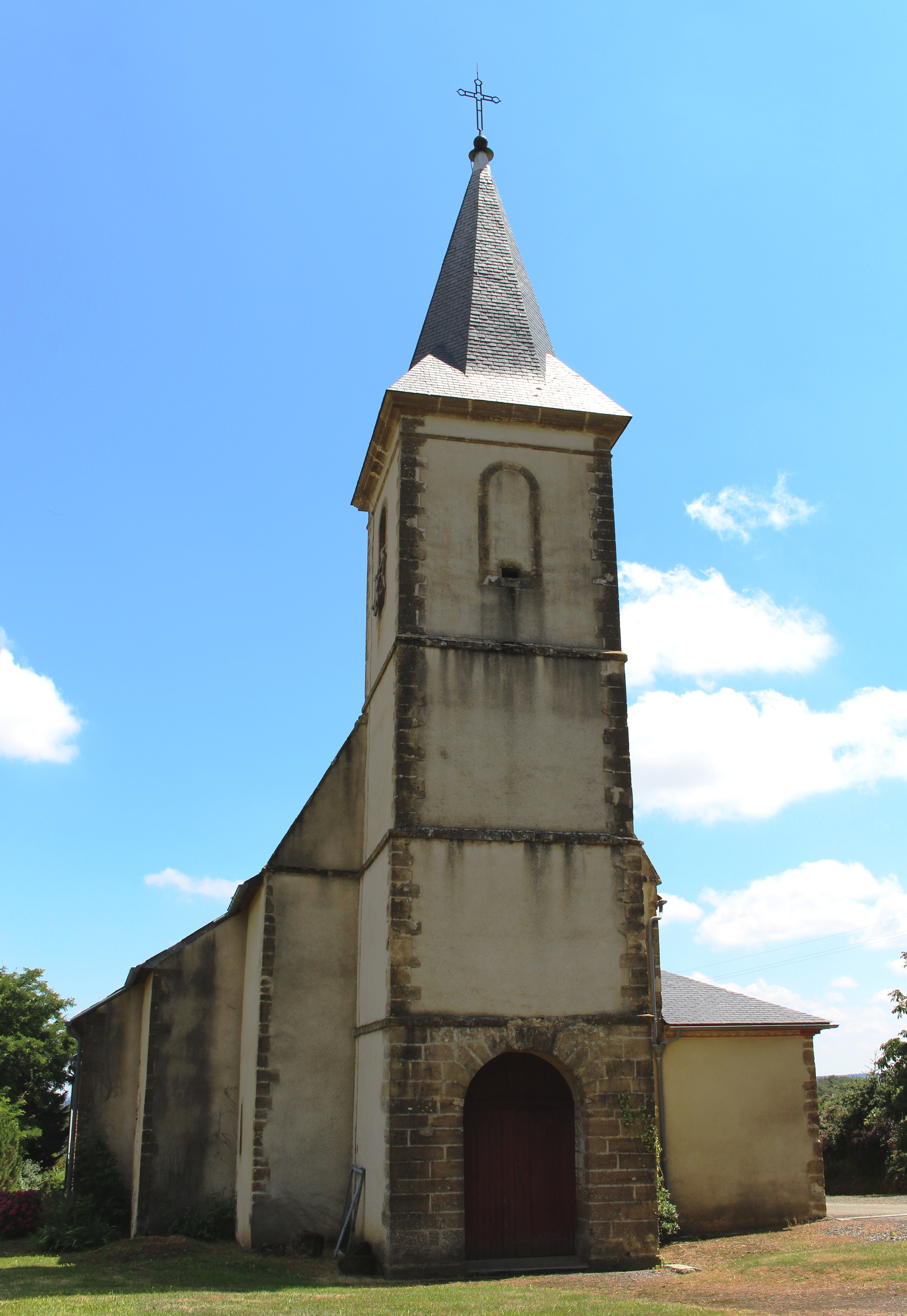
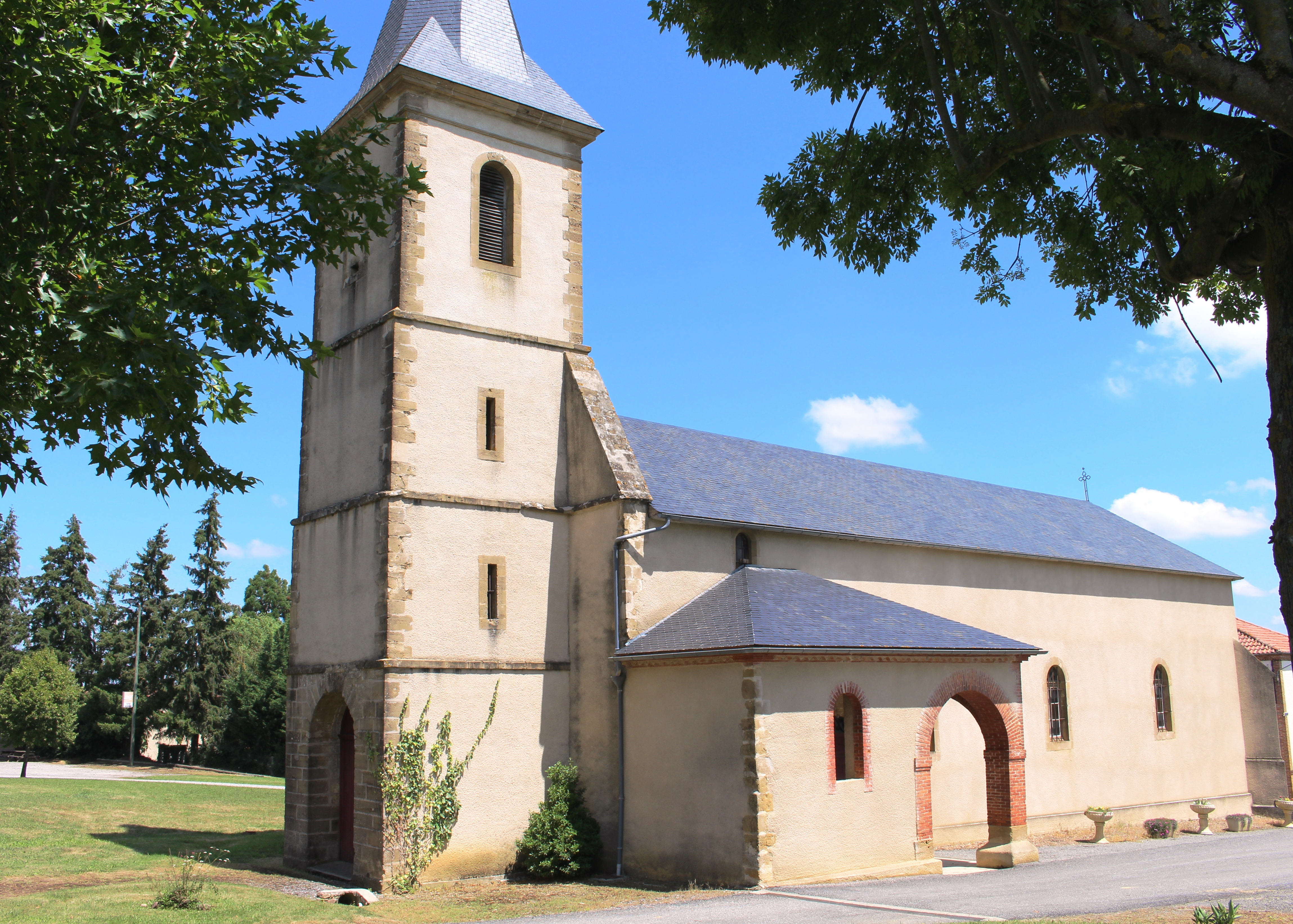

### Héraldique
| Blason | Blasonnement : De gueules à la croix aux extrémités pattées d'or pommetée de huit pièces du même ; au chef d'or chargé d'une croisette de gueules accostée de deux têtes de Maure affrontées de sable. Commentaires : ce blason est officiel (vérifié auprès de la mairie). |